# Folk-Horror

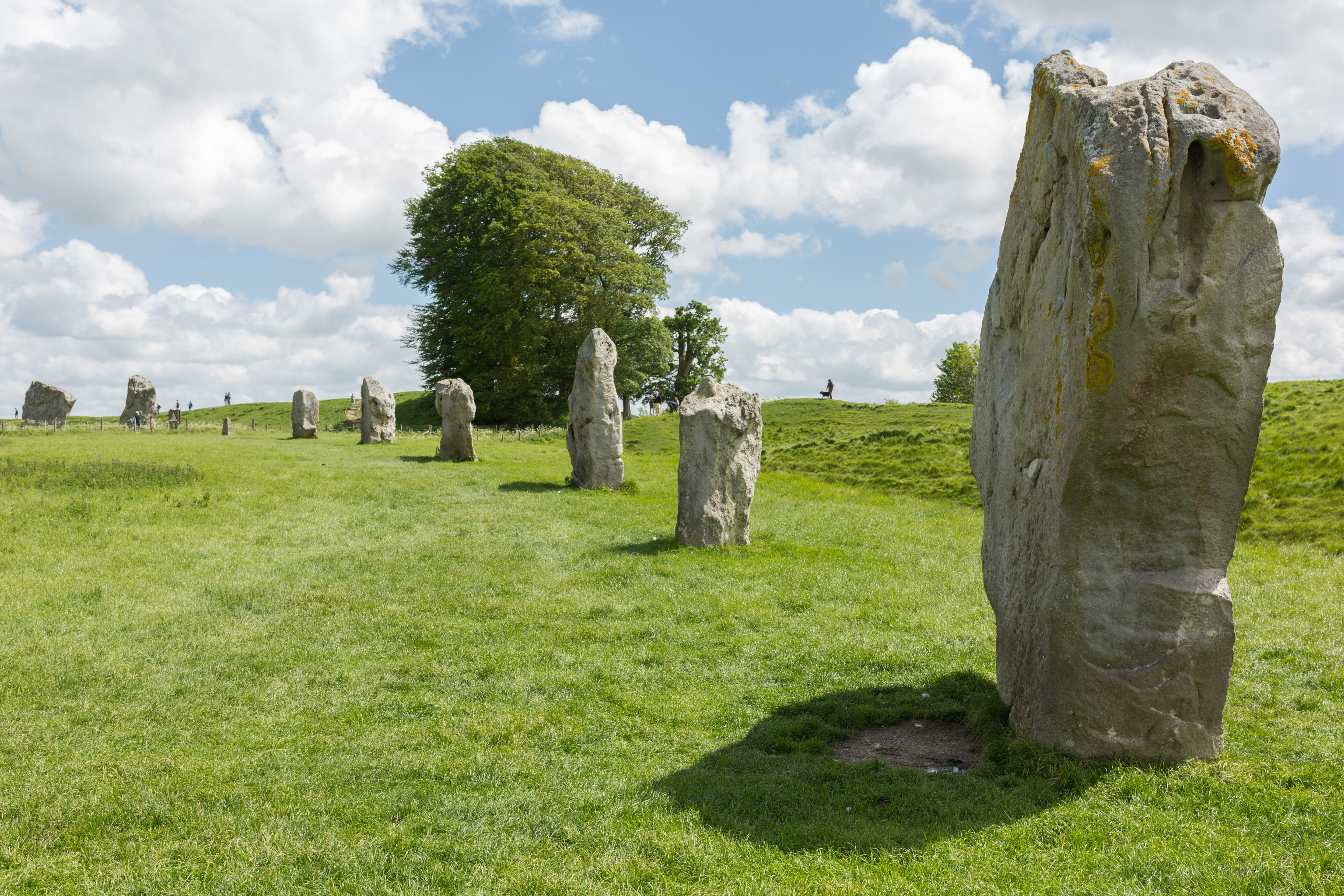
Der Steinkreis vom englischen Avebury war Drehort einer Reihe von Folk-Horrorfilmen.

Folk-Horror ist ein Subgenre des Horrorfilms für Kino oder Fernsehen, das Elemente der Folklore verwendet, um bei den Zuschauern Gefühle von Angst und Schrecken hervorzurufen. Typisch sind dabei ländliche Schauplätze, die mit Themen wie Isolation, Religion, und Naturgeistern verknüpft werden.
Obwohl sie mit übernatürlichen Horrorfilmen verwandt sind, beziehen viele von ihnen ihren Schrecken eher aus den Handlungen und Überzeugungen der Menschen als aus explizit übernatürlichen Elementen; der Hauptfokus der Geschichten liegt oft auf naiven Außenseitern, die es mit diesen Kräften zu tun bekommen. Lokale Folklore ist seit langem ein fester Bestandteil thailändischer, indonesischer und malaysischer Horrorfilme sowie bedeutsamer Bestandteil britischer und amerikanischer Folk-Horror-Filme.

## Definition und Kennzeichen
Der Begriff "Folk horror" kam für britische Filme auf, deren Grundidee darin bestand, eine Bedrohung darzustellen, die auf alten Überlieferungen, Aberglaube oder Volkssagen beruhte und böse Kräfte heraufbeschwor, die der modernen Welt unbekannt und fremd erschienen.
Adam Scovell, der für das British Film Institute schreibt, stellt fest, dass diese Filme (die er als „unheilige Dreifaltigkeit“ bezeichnet) die Erwartungen unterlaufen, da sie außer ihrem nihilistischen Ton und der ländlichen Kulisse wenig gemeinsam haben, wobei er feststellt, dass sie „den Schwerpunkt auf die Landschaft legen, die in der Folge ihre Gemeinschaften und Individuen isoliert“. Er vermutet, dass der Aufstieg des Genres zu dieser Zeit durch die Gegenkultur der 1960er Jahre und die New-Age-Bewegungen inspiriert wurde.

## Hintergrund

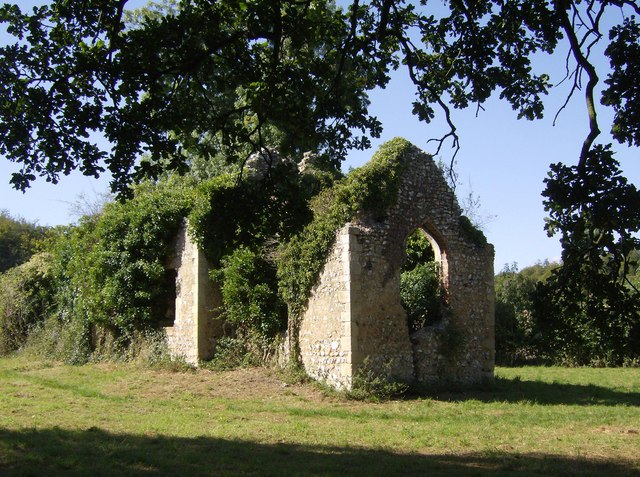
Die Ruine der Saint James Church in Bix Bottom, Oxfordshire, diente als Schauplatz für Szenen des Films In den Krallen des Hexenjägers.

Der Begriff folk horror wurde 1970 in der Filmzeitschrift Kine Weekly von dem Kritiker Rod Cooper verwendet, als er die Dreharbeiten zu The Devil’s Touch beschrieb – einem Film, der später in The Blood on Satan’s Claw (In den Krallen des Hexenjägers oder auch In den Krallen des Satans) umbenannt wurde. Der Regisseur des Films, Piers Haggard, übernahm den Begriff, um seinen Film in einem Interview mit der Zeitschrift Fangoria im Jahr 2004 rückblickend zu beschreiben. In dem Interview mit M.J. Simpson stellt Haggard fest, dass sein Film im Gegensatz zu den im vorangegangenen Jahrzehnt beliebten Gothic-Horrorfilmen (abgeleitet von der Schauerliteratur) steht:

“I grew up on a farm and it's natural for me to use the countryside as symbols or as imagery. As this was a story about people subject to superstitions about living in the woods, the dark poetry of that appealed to me. I was trying to make a folk-horror film, I suppose. Not a campy one. I didn't really like the Hammer campy style, it wasn't for me really.”

„Ich bin auf einem Bauernhof aufgewachsen, und es ist ganz natürlich für mich, die Landschaft als Symbol oder als Bild zu verwenden. Da es sich um eine Geschichte über Menschen handelt, die dem Aberglauben unterliegen, in den Wäldern zu leben, hat mich die dunkle Poesie dieses Themas sehr angesprochen. Ich habe versucht, einen volkstümlichen Horrorfilm zu machen, nehme ich an. Keinen Campy-Film. Ich mochte den Campy-Stil von Hammer nicht wirklich, das war nichts für mich.“

Adam Scovell, nennt als frühes Beispiel den finnischen Horrorfilm Valkoinen peura (Das weiße Rentier oder auch Das weiße Ren) von 1952, in dem eine einsame Braut in ein vampirisches Ren verwandelt wird, eine Idee, die aus der finnischen Mythologie und dem samischen Schamanismus stammt. Shirley Jacksons The Lottery (1948) wurde von Bernice M Murphy in der Irish Times als „der wohl einflussreichste nordamerikanische Folk-Horror-Text“ bezeichnet.

## Beispiele

### Filme
Der Begriff wurde später vom Autor und Schauspieler Mark Gatiss in seiner BBC-Dokumentarserie A History of Horror (zweite Episode Home Counties Horror) aus dem Jahr 2010 popularisiert, in der er drei britische Filme – Der Hexenjäger (Witchfinder General, Michael Reeves, 1968), In den Krallen des Hexenjägers (The Blood on Satan’s Claw, Piers Haggard, 1971) und The Wicker Man (Robin Hardy, 1973) – als genredefinierende Werke bezeichnete. Philip Jenkins benennt "The Wicker Man" von 1973 als bekanntestes Beispiel für das Genre.
Matthew Sweet stellt in seinem Dokumentarfilm Black Aquarius fest, dass die Gegenkulturbewegung der späten 1960er-Jahre zu einer „zweiten großen Welle des Pop-Okkultismus“ führte, die die Populärkultur durchdrang und in vielen Film- und Fernsehwerken Elemente folkloristischer oder okkulter Rituale enthielt. Beispiele für Folk-Horror-Filme aus den Vereinigten Staaten sind Crowhaven Farm (Walter Grauman, 1970), The Dark Secret of Harvest Home (Miniserie, Leo Penn, 1978) und Kinder des Zorns (Children of the Corn, Fritz Kiersch, 1984), eine Adaption von Stephen Kings Kurzgeschichte Kinder des Mais aus dem Jahr 1976. Neuere Filme des Genres sind The Witch (Robert Eggers, 2015), Apostle (Gareth Evans, 2018), Midsommar (Ari Aster, 2019), Lamb (Valdimar Jóhannsson, 2021) und Men – Was dich sucht, wird dich finden (Alex Garland, 2022).
Australische Folk Horror Filme, wie beispielsweise Die letzte Flut (1977) oder The Dreaming (1988) berufen sich dagegen oft auf Überlieferungen der Aborigines, zu denen die Traumzeit zählt.
Horrorfilme aus der südostasiatischen Region haben sich häufig auf den lokalen Volksglauben gestützt, darunter auf den der indonesischen, thailändischen, malaiischen und Dayak-Kulturen. In einer Rezension von Medium (The Medium, Banjong Pisanthanakun, 2021), der sich an thailändischer Folklore orientiert, schrieb Kong Rithdee in der Bangkok Post: „Internationale Kritiker werden nicht zögern, Medium als das neueste Beispiel für „Folk-Horror“ zu bezeichnen – man denke an Robert Eggers’ The Witch oder Ari Asters Midsommar. Aber der südostasiatische Horror war schon immer ein Volkshorror. Es ist unser Standardmodus, unser Modus Operandi, es ist das, womit das Publikum in diesem Teil der Welt aufgewachsen ist – man denke an Nang Nak – Return from the Dead oder Pontianak als klassische Beispiele oder in jüngerer Zeit an Joko Anwars Satan Slaves [sic], Syamsul Yusofs Munafik und Emir Ezwans Roh, “ Indonesische Horrorfilme beschäftigen sich seit vielen Jahrzehnten mit lokaler Folklore, darunter Pengabdi Setan (Satan’s Slave, Sisworo Gautama Putra, 1980) und Leák (Mystics in Bali, H. Tjut Djalil, 1981); in den 2010er Jahren erregten auch Ratu Ilmu Hitam (The Queen of Black Magic, Kimo Stamboel, 2019) und Impetigore (Perempuan Tanah Jahanam, Joko Anwar, 2019) internationale Aufmerksamkeit.
Die Dokumentation Woodlands Dark and Days Bewitched: A History of Folk Horror (Kier-La Janisse, 2021) ist ein Essayfilm über das Subgenre, in dem in über drei Stunden über 200 internationale Beispiele für Folk Horror Filme vorgestellt werden.

### Fernsehserien
Neben dem Kino bildete das ländliche Heidentum die Grundlage für eine Reihe britischer Fernsehspiele der 1970er Jahre – Beispiele aus der BBC-Reihe Play for Today sind John Bowens Robin Redbreast (James MacTaggart, 1970) und A Photograph (John Glenister, 1977), David Rudkins Penda’s Fen (Alan Clarke, 1974) und Alan Garners Red Shift (John Mackenzie, 1978). Hinzu kamen Beiträge der 1972 erschienenen Dead-of-Night-Anthologieserie wie The Exorcism (Don Taylor). Adaptionen der antiquarischen Geistergeschichten von M. R. James, die ihren Schrecken aus verfluchten Gegenständen, mittelalterlichem Aberglauben, okkulten Praktiken und Hexenprozessen beziehen, sorgten ebenfalls für einen regelmäßigen Strom von folkloristischem Horror – von Der Fluch des Dämonen (Night of the Demon, Jacques Tourneur, 1957) über Whistle and I’ll Come to You (Jonathan Miller, 1968) bis hin zu Lawrence Gordon Clarks jährlicher Reihe A Ghost Story for Christmas der BBC (1971–1978). ITV produzierte unterdessen die Alan-Garner-Verfilmung The Owl Service (1969–1970), Beasts (Nigel Kneale, 1976) und Children of the Stones (Peter Graham Scott, 1977), die alle das Thema der alten Folklore aufgreifen, die in die moderne Welt eindringt.
Matthew Sweet stellt fest, dass okkulte und heidnische Elemente sogar in Kindersendungen und in den 1970er-Jahren in Episoden von Doctor Who auftauchten. Der Komiker Stewart Lee bezeichnet in seinem Rückblick auf Children of the Stones („eine Geschichte über Archäologie, okkulte Rituale und Chopper-Bikes“) diese Serie als Teil eines „kollektiven Sixties-Comedowns“, zu dem auch die Genreserien The Owl Service, Timeslip (1970), The Tomorrow People (1973), The Changes (John Prowse, 1975) und Raven (Michael Hart, 1977) gehören.